# Nikinrivier
De Nikinrivier (Zweeds: Nikinjoki) is een rivier, die stroomt in de Zweedse  gemeente Övertorneå. De rivier ontstaat als afwateringsrivier aan de zuidpunt van het Nikinjärvi, een meer van circa 12 hectare. De rivier kronkelt naar het zuidoosten weg. Na ongeveer 10 kilometer levert ze haar water af in de Aapuarivier.